# Droga wojewódzka 122
Die Droga wojewódzka 122 (DW 122) ist eine Woiwodschaftsstraße in Polen, die das an der deutschen Grenze gelegene Niederkränig (Krajnik Dolny) mit dem Dorf Petznick (Piasecznik) bei Arnswalde (Choszczno) verbindet. Die Gesamtlänge beträgt 78 Kilometer.
Die Straße führt durch vier Kreise der Woiwodschaft Westpommern: Gryfino, Pyrzyce, Stargard und Choszczno.

## Streckenverlauf
- 0 km: Niederkränig (Krajnik Dolny) – Abzweig von der Droga krajowa 26
- 5 km: Nipperwiese (Ognica) – Abzweig
- 10 km: Kreuzung der Droga krajowa 31
- 12 km: Kehrberg (Krzywin) – Kreuzung der Bahnstrecke Greifenhagen-Königsberg (Neumark)
- 16 km: Kladow (Kłodowo)
- 19 km: Groß Schönfeld (Żarczyn)
- 24 km: Marienthal (Baniewice)
- 28 km: Bahn (Banie) – Kreuzung der DW 121
- 34 km: Rohrsdorf (Parnica) – seit 2010: Kreuzung der neuerbauten Schnellstraße S 3 (= Europastraße 65), Anschlussstelle: Pyrzyce
- 38 km: Loist (Lozice)
- 41 km: Rackitt (Rokity)
- 45 km: Pyritz (Pyrzyce) – Anschluss: R 112, heute DK 3
- 50 km: Megow (Mechowo)
- 52 km: Abzweig nach Strozewo
- 53 km: Abzweig nach Brzesko
- 56 km: Abzweig nach Ocwieka
- 58 km: Lübtow (Lubiatowo)
- 60 km: Ückerhof (Ukiernica)
- 62 km: Abzweig nach Zukow
- 63 km: Abzweig nach Moskorzyn
- 67 km: Abzweig nach Pomietow
- 68 km: Dölitz (Dolice)
- 70 km: Bahnübergang der Strecke Stargard-Posen
- 74 km: Neuhof (Mogilica)
- 78 km: Petznick (Piasecznik) – auf Straße DW 160